# Disparador Schmitt

Efecto del uso del schmitt trigger (B) en vez de un comparador (A)

En electrónica un schmitt trigger o disparador de Schmitt es un tipo especial de circuito comparador. Fue inventado por el estadounidense Otto Herbert Schmitt.

## Funcionamiento
El Schmitt Trigger  usa la histéresis para prevenir el ruido que podría tapar a la señal original y que causaría falsos cambios de estado si los niveles de referencia y entrada son parecidos.
Para su implementación se suele utilizar un amplificador operacional realimentado positivamente, para lograr que sea inestable y su salida siempre sature en alguno de los dos valores de tensión de alimentación del amplificador. Los niveles de referencia pueden ser controlados ajustando las resistencias R1 y R2:
Por ejemplo, si el trigger inicialmente está activado, la salida estará en estado alto a una tensión Vout = +Vs, y las dos resistencias formarán un divisor de tensión entre la salida y la entrada. La tensión entre las dos resistencias (entrada +) será V+, que es comparada con la tensión en la entrada −, que supondremos 0 V (en este caso, al no haber realimentación negativa en el operacional, la tensión entre las dos entradas no tiene por qué ser igual). Para producir una transición a la salida, V+ debe descender y llegar, al menos, a 0 V. En este caso la tensión de entrada es {\displaystyle V_{in}=-V_{s}{\frac {R_{1}}{R_{2}}}}. Llegado este punto la tensión a la salida cambia a Vout=−Vs. Por un razonamiento equivalente podemos llegar a la condición para pasar de −Vs a +Vs: {\displaystyle V_{in}=+V_{s}{\frac {R_{1}}{R_{2}}}}
Con esto se hace que el circuito cree una banda centrada en cero, con niveles de disparo ±(R1/R2)VS. La señal de entrada debe salir de esa banda para conseguir cambiar la tensión de salida.
Si R1 es cero o R2 es infinito (un circuito abierto), la banda tendrá una anchura de cero y el circuito funcionará como un comparador normal.
Para indicar que una puerta lógica es del tipo schmitt trigger se pone en el interior de la misma el símbolo de la histéresis: